# Campo de Mayo
Campo de Mayo is een plaats in het Argentijnse bestuurlijke gebied San Miguel in de provincie Buenos Aires. De plaats telt 1.397 inwoners.